# Cratere Gutian
Gutian è un cratere sulla superficie di Marte.